# 宝塔峨螺
宝塔峨螺（学名：Nassaria solida），是新腹足目峨螺科Nassaria属的一种。主要分布于台湾，常栖息在深海。